# Diphallus
Diphallus je velmi vzácná mužská porucha. Jde o narození dítěte se dvěma penisy. Pravděpodobnost jejího výskytu je asi 1 : 5,5 milionu.
První případ byl údajně zaznamenán v roce 1609 Johannesem Jacobem Weckerem, švýcarským fyzikem.
Je popsán pouze jeden případ, kdy byly oba penisy plně funkční, jinak bývá jeden z nich zakrnělý. Muž postižený touto vadou si většinou nechá méně vyvinutý penis odstranit.